# Bo Ningen
Bo Ningen（ボー・ニンゲン）は、日本人4人で構成されたイギリス・ロンドンを活動拠点とするロック・バンド。海外での活動が多いが、歌詞は一貫して日本語を使用している。

## 来歴
それぞれロンドンの別の学校に留学していた4人で結成。2009年にEP『Koroshitai Kimochi（殺したい気持ち）』でレコード・デビューした。
2012年を皮切りに数度来日公演を行い、N'夙川BOYSやダモ鈴木と共演した。

## メンバー
- Taigen Kawabe（ベース、ボーカル）東京都出身[4][1]
- Yuki Tsujii（ギター） 兵庫県西宮市出身[4][1]
- Kohhei Matsuda（ギター）岐阜県多治見市出身[4][1]
- Akihide Monna（ドラムス）群馬県出身[4][1]

## ディスコグラフィ

### アルバム
- Bo Ningen (2010年、Stolen Recordings, Licensed to Knew Noise Recordings, Japan, Licensed to Black Night Crash Records in Australia)[5]
- Line the Wall (2012年、Stolen Recordings, Licensed to Sony Music Associated Records in Japan, Licensed to Black Night Crash Records in Australia)[5]
- III (2014年、Stolen Recordings)[6]
- Sudden Fictions (2020年、Alcopop! Records)[7]
- The Holy Mountain Live Score (2024年、Alcopop! Records)

### コラボレーション・アルバム
- Words to the Blind (2014年、Stolen Recordings/Pop Noire) ※with サヴェージズ

### EP
- Koroshitai Kimochi (2009年、Stolen Recordings)[5]
- Live at St. Leonard's Church (2012年、Stolen Recordings)[5]

### シングル
- "Henkan" / "Jinsei Ichido Kiri" (2011年、Stolen Recordings)[5]
- "Nichijyou" / "Henkan" clear vinyl (2014年、Black Night Crash Records)[8]